# Geneva Seahawks 2022
Questa voce raccoglie le informazioni riguardanti i Geneva Seahawks nelle competizioni ufficiali della stagione 2022.

## Lega Nazionale A 2022

### Stagione regolare
| Ginevra 27 marzo 2022, ore 14:30 1ª giornata | Geneva Seahawks | 13 – 0 referto | Zürich Renegades | Centre Sportif de Vessy\| Arbitro: \| Schwarz \| |
| Arbitro:                                     | Schwarz         |                |                  |                                                  |

| Berna 10 aprile 2022, ore 14:30 3ª giornata | Bern Grizzlies | 27 – 0 referto | Geneva Seahawks | Stadio di atletica leggera Wankdorf\| Arbitro: \| Schwarz \| |
| Arbitro:                                    | Schwarz        |                |                 |                                                              |

| Ginevra 24 aprile 2022, ore 14:30 5ª giornata | Geneva Seahawks | 0 – 21 referto | Calanda Broncos | Centre Sportif de Vessy\| Arbitro: \| Ducommun \| |
| Arbitro:                                      | Ducommun        |                |                 |                                                   |

| Thun 1º maggio 2022, ore 14:30 6ª giornata | Thun Tigers | 41 – 6 referto | Geneva Seahawks | Stadion Lachen\| Arbitro: \| Strähl \| |
| Arbitro:                                   | Strähl      |                |                 |                                        |

| Ginevra 8 maggio 2022, ore 14:30 7ª giornata | Geneva Seahawks | 21 – 7 referto | Winterthur Warriors | Centre Sportif de Vessy\| Arbitro: \| Schwarz \| |
| Arbitro:                                     | Schwarz         |                |                     |                                                  |

| Basilea 21 maggio 2022, ore 18:00 8ª giornata | Gladiators Beider Basel | 24 – 7 referto | Geneva Seahawks | Stadion Rankhof\| Arbitro: \| Fouillet \| |
| Arbitro:                                      | Fouillet                |                |                 |                                           |

| Coira 28 maggio 2022, ore 18:00 9ª giornata | Calanda Broncos | 21 – 14 referto | Geneva Seahawks | Hallenbad Obere Au\| Arbitro: \| Fouillet \| |
| Arbitro:                                    | Fouillet        |                 |                 |                                              |

| 4 giugno 2022, ore 18:00 10ª giornata | Geneva Seahawks | 0 – 55 referto | Bern Grizzlies | \| Arbitro: \| Ducommun \| |
| Arbitro:                              | Ducommun        |                |                |                            |

| Witikon 12 giugno 2022, ore 14:30 11ª giornata | Zürich Renegades | 37 – 6 referto | Geneva Seahawks | Sportplatz Looren\| Arbitro: \| Urben \| |
| Arbitro:                                       | Urben            |                |                 |                                          |

| Ginevra 18 giugno 2022, ore 18:00 12ª giornata | Geneva Seahawks | 3 – 14 referto | Gladiators Beider Basel | Centre Sportif de Vessy\| Arbitro: \| Ducommun \| |
| Arbitro:                                       | Ducommun        |                |                         |                                                   |

## Statistiche di squadra
| Competizione      | %Vittorie | In casa | In casa | In casa | In casa | In casa | In casa | In trasferta | In trasferta | In trasferta | In trasferta | In trasferta | In trasferta | Totale | Totale | Totale | Totale | Totale | Totale |
| Competizione      | %Vittorie | G       | V       | N       | P       | Pf      | Ps      | G            | V            | N            | P            | Pf           | Ps           | G      | V      | N      | P      | Pf     | Ps     |
| ----------------- | --------- | ------- | ------- | ------- | ------- | ------- | ------- | ------------ | ------------ | ------------ | ------------ | ------------ | ------------ | ------ | ------ | ------ | ------ | ------ | ------ |
| Stagione regolare | .200      | 5       | 2       | 0       | 3       | 37      | 97      | 5            | 0            | 0            | 5            | 33           | 150          | 10     | 2      | 0      | 8      | 70     | 247    |
| Totale            | .200      | 5       | 2       | 0       | 3       | 37      | 97      | 5            | 0            | 0            | 5            | 33           | 150          | 10     | 2      | 0      | 8      | 70     | 247    |